# Благовіщенська-1
Благовіщенська-1 (рос. Благовещенская-1, Городковская) — печера в Башкортостані, Росія. Печера горизонтального типу простягання. Загальна протяжність — 300 м. Глибина печери становить 20 м. Категорія складності проходження ходів печери — 1. Печера відноситься до Сергінського району Уфімського амфітеатру Середньої області Західноуральської спелеологічної провінції.